# Vitis nuristanica
Vitis nuristanica är en vinväxtart som beskrevs av I.T. Vassilczenko. Vitis nuristanica ingår i släktet vinsläktet, och familjen vinväxter. Inga underarter finns listade i Catalogue of Life.